# 742

## Události
Arabové potlačují vzpouru Berberů a Chádridžy.

## Hlavy Států
- Papež – Zachariáš
- Byzanc – Konstantin V. Kopronymos
- Franská říše
  - Neustrie – Pipin III. Krátký (majordomus) (741–751)
  - Austrasie – Karloman (majordomus) (741–747)
- Anglie
  - Wessex – Cuthred
  - Essex – Saelred
  - Mercie – Æthelbald
- První bulharská říše – Sevar